# Lower Niumi
Lower Niumi é um distrito da Gâmbia.